# Tonči Stipanović
Tonči Stipanović (født 13. juni 1986) er en kroatisk sejler, der har specialiseret sig i laserjolle. 
Under sommer-OL 2020 i Tokyo, der blev afholdt i 2021, vandt han sølv